# علاء الدين حسين
كان علاء الدين حسين (بالفارسية: علاء الدین حسین) ملكًا للسلالة الغورية من 1149 إلى 1161. كان أحد أعظم الملوك الغوريون، وخلال فترة حكمه برزت سلالة الغوريون إلى الصدارة.

## النشأة
لما اعتلى سيف الدين سوري العرش قسّم مملكة الغوريون بين إخوته. حصل فخر الدين مسعود على قطعة أرض قرب نهر هریرود. وبهاء الدين سام الأول حصل على غور. وشهاب الدين محمد كرنك حصل مدينة مدين. وشجاع الدين علي حصل على جرماس. وعلاء الدين حسين حصل على وجيرستان. وقطب الدين محمد حصل على ورشاد ورش حيث بنى مدينة فيروزكوه الشهيرة. ومع ذلك، تشاجر سيف فيما بعد مع شقيقه قطب، الذي لجأ إلى غزنة، وسُمم على يد السلطان الغزنوي بهرام شاه الغزنوي.
من أجل الثأر لأخيه، سار سيف نحو غزنة عام 1148، وحقق انتصارًا في معركتهُ في غزنة بينما هرب بهرام إلى كورام. قام بهرام بإعادة بناء جيشه، وسار عائداً إلى غزنة. وحين علم سيف بذلك فر، لكن الجيش الغزنوي لحق به واندلعت معركة في سانغ إي سوراك. انتهت بأسر كل من سيف ومجد الدين الموسوي ثم صُلبا في وقت لاحق في بول ياك طاق. بعد وفاته خلفه أخوه بهاء الدين سام الأول، الذي توفي بعد فترة وجيزة لأسباب طبيعية قبل أن يتمكن من الانتقام لإخوته القتلى. ثم اعتلى علاء الدين حسين، الأخ الأصغر لسيف وبهاء الدين، عرش الغوريون.

## فترة حكمه
من أجل الانتقام لمقتل إخوته شن علاء الدين حملة ضد بهرام عام 1150. التقى الجيشان الغزنوي والغوري في تيجين آباد ومن خلال الجهود البطولية لكرميل سام حسين وخرميل سام إي بنجي هُزم الجيش الغزنوي. حشد بهرام عناصر من جيشه في الربيع الحار، جوش أبي كرم، ولكن تم هزيمتهم مرة أخرى وهربوا عائدين إلى غزنة. حشد بهرام مرة أخرى العناصر المتبقية من جيشه مع إضافة حامية المدينة، ولكن مرة أخرى هُزم جيشه وأحرق الغوريون المدينة. بعد هذه الهزيمة، هرب بهرام إلى الأراضي الغزنوية في الهند. ثم تعرضت غزنة لسبعة أيام من النهب والاغتصاب قُتل خلالها 60 ألف شخص من المدينة. وفتحت جميع قبور الحكام الغزنويين، باستثناء محمود ومسعود وإبراهيم، وأحرقت رُفاتهم. كما دُمرت مدينة بوست. من هذه الأحداث، حصل علاء الدين حسين على لقب جهانز (حارق الدنيا).
بعد أن توسعت قوة الغوريون بشكل كبير، انتقل من زعيم قبلي إلى ملك دولة، ثم أخذ لقب السلطان المعظم. في عام1152، أعلن الاستقلال عن السلاجقة، واستولى على بلخ. ومع ذلك، سرعان ما تعرض للهزيمة وقبض عليه أحمد سنجر، الذي ساعد الغزنويين في استعادة غزنة. وظل علاء الدين حسين معتقلًا لمدة عامين، إلى أن أُطلق سراحه مقابل فدية كبيرة للسلاجقة.
في هذه الأثناء، استولى خصم لعلاء الدين يدعى حسين بن ناصر الدين محمد المديني على فيروزكوه، لكنه قُتل في اللحظة المناسبة عندما عاد علاء الدين لاستعادة منطقة أسلافه. قضى علاء الدين بقية حكمه في توسيع نطاق مملكته. تمكن من احتلال جارشستان وتخارستان وباميان، والتي قسمها فيما بعد بين إخوته. توفي عام 1161، وخلفه ابنه سيف الدين محمد.